# Kozlov (powiat Havlíčkův Brod)
Kozlov – wieś i gmina w Czechach, w powiecie Havlíčkův Brod, w kraju Wysoczyna. 1 stycznia 2014 liczyła 147 mieszkańców.